# Kiffin Rockwell
Kiffin Yates Rockwell född i USA, var en amerikansk journalist och militär. Han var bror till Paul Rockwell. Troligen var de två bröderna de första amerikaner som deltog i första världskriget och Kiffin var den förste amerikanska stridsflygare som vann en luftduell. 
Kiffin saknade formell utbildning från college, men hans intresse för att skriva och arbeta som journalist ledde till att han arbetade mycket med att skriva artiklar på beställning, som han fick publicerade i olika tidningar. Då hans uppdragsgivare fanns över hela USA och Kanada kom han att resa en hel del i båda länderna. Slutligen bosatte han sig i Atlanta Georgia där han blev en av de drivande krafterna i föreningen Massingale Advertising Agency. 
När Kiffen Rockwell och hans bror Paul hörde talas om krigsutbrottet i Europa bestämde de sig omgående för att ta sig över till Frankrike, för att kunna skriva om kriget. De avreste med båten St Paul 3 augusti 1914 till Liverpool. Redan under resan kom de fram till att de ville ansluta sig som soldater. Efter att de kontaktat den franska ambassaden i London fick de biljetter till Paris via Le Havre. 30 augusti fick de ut sina uniformer vid träningslägret i Rouen. Efter en tids grundutbildning överfördes de till lättare tjänst i Toulouse. Under vintern placerades Kiffin vid Camp de Mailly där man övade för de kommande vinterstriderna. I början av 1915 flyttades hans regemente till Artois. Under en stormning av Neuville-Saint-Vaast 9 maj 1915 skottskadade han allvarligt i ena benet. 
Han vistades sex veckor på sjukhus i Rennes för att vårda sin skottskada. Därefter fick han permission för att besöka sin bror i Paris tills hans ben var helt bra. En god vän rekommenderade honom att utbilda sig till pilot. Medan hans ben läkte passade han på att teoretiskt läsa om flygning. Med de kunskaper han förvärvat inom flyget överfördes han till den amerikanska frivilligkåren Escadrille Lafayette, där han tillsammans med Chapman, Prince, Thaw, Cowdin, McConnell kom att organisera förbandet. Hans framgångar som stridspilot kom under förbandets första strider 18 maj 1916, då han lyckades skjuta ner ett tyskt flygplan vid Hartmannsvillerskopp utanför Alsace. Därmed var han den första amerikan som segrat i en luftduell under första världskriget. 
På kort tid tilldelades han Medaille Militaire, Croix de Guerre och han befordrades från pilot till löjtnant på fyra månader. Fram till i september hade han skjutit ner tre flygplan som räknades som bekräftade segrar samt ytterligare sju flygplan som med största säkerhet kan krediteras honom.  
23 september 1916 flög Rockwell ett spaningsuppdrag på den plats där han vann sin första luftseger. Under flygningen anfölls han av ett tyskt flygplan, en kula träffade honom i bröstet och han avled ögonblickligen. Hans flygplan slog i marken mellan de första och andra franska försvarslinjerna. Rockwell blev den andre amerikanska piloten efter Victor Chapman som dog i en luftstrid. 
Totalt flög Rockwell 141 stridsuppdrag, och en gång lyckades han på egen hand jaga bort 10 tyska flygplan. Han begravdes i Luxiul med en generals hedersbetygelser.